# Jan Trousil
Jan Trousil (* 9. dubna 1976 Kutná Hora) je český trenér a bývalý fotbalový obránce (stoper).
Do svých 15 let se věnoval také lednímu hokeji, poté se rozhodl plně soustředit na fotbal.

## Hráčská kariéra
S fotbalem začínal v rodné Kutné Hoře, kde působil 12 let. Poté během několika let vystřídal vícero klubů, k nimž patřily FK Kolín, pražský Xaverov, Hradec Králové, VTJ Znojmo (vojna), Slovan Pardubice a SK Chrudim. V roce 1998 přestoupil do Starého Města, kde se roku 2000 dočkal premiéry v první lize. Od roku 2002 hrál druhou ligu za Spolanu Neratovice a SK Kladno. V Kladně vytvořil stoperskou dvojici s bývalým reprezentantem Janem Suchopárkem.
V roce 2004 si jej vyhlédlo vedení 1. FC Brno, kde se stal oporou obranné řady. Když však Brnu na podzim 2010 nedařilo, byl propuštěn. Společně s dalším vyhozeným fotbalistou Poláchem si našel angažmá na Slovensku v MFK Dubnica. Pak opět hrál první českou ligu v Uherském Hradišti za 1. FC Slovácko. Po sezoně 2013/14 s ním trenér Svatopluk Habanec přestal počítat a hráč dostal svolení hledat si nové angažmá. 1. 7. 2014 podepsal smlouvu s druholigovým celkem MFK OKD Karviná. Profesionální kariéru zde uzavřel v druholigovém ročníku 2014/15.
V sezoně 2015/16 odehrál za MFK Vyškov v MSFL celkem 19 zápasů a vstřelil 5 branek. Od jara 2016 se zde stal hrajícím trenérem (asistent Valdemar Horváth), jelikož Miloslav Machálek rezignoval před začátkem jarních odvet na svou funkci z důvodu pracovního vytížení ve svém olomouckém bydlišti.
Jan Trousil nastoupil v první lize ČR ke 249 zápasům, v nichž vstřelil 16 branek. V první lize SR odehrál 15 celých utkání za MFK Dubnica, aniž by skóroval. Ve druhé nejvyšší soutěži odehrál více než 130 utkání a dal v nich 16 branek. V MSFL docílil celkem 13 branek.

### Ligová bilance
| Ročník                  | Zápasy | Góly | Minuty | Klub                  |
| ----------------------- | ------ | ---- | ------ | --------------------- |
| II. liga 1993/94        | –      | 2    | –      | SK Xaverov Praha      |
| II. liga 1994/95        | –      | 1    | –      | SK Xaverov Praha      |
| I. liga 1994/95         | 0      | 0    | 0      | SK Hradec Králové     |
| MSFL 1996/97            | –      | 6    | –      | VTJ Znojmo            |
| II. liga 1997/98        | 11     | 0    | –      | SK Chrudim            |
| II. liga 1998/99        | 15     | 1    | –      | FC SYNOT Staré Město  |
| II. liga 1999/00        | 23     | 1    | –      | FC SYNOT              |
| I. liga 2000/01         | 9      | 0    | 334    | 1. FC Synot           |
| MSFL 2000/01            | –      | 0    | –      | 1. FC Synot „B“       |
| I. liga 2001/02         | 11     | 1    | 598    | 1. FC Synot           |
| MSFL 2001/02            | –      | 2    | –      | 1. FC Synot „B“       |
| II. liga 2002/03        | 29     | 4    | –      | SK Spolana Neratovice |
| II. liga 2003/04        | 29     | 2    | –      | SK Kladno             |
| I. liga 2004/05         | 29     | 2    | 2 584  | 1. FC Brno            |
| II. liga 2004/05        | 1      | 0    | 90     | 1. FC Brno „B“        |
| I. liga 2005/06         | 28     | 1    | 2 511  | 1. FC Brno            |
| I. liga 2006/07         | 27     | 1    | 2 396  | 1. FC Brno            |
| I. liga 2007/08         | 27     | 4    | 2 390  | 1. FC Brno            |
| I. liga 2008/09         | 18     | 2    | 1 598  | 1. FC Brno            |
| I. liga 2009/10         | 13     | 0    | 1 067  | 1. FC Brno            |
| I. liga 2010/11         | 16     | 0    | 1 440  | FC Zbrojovka Brno     |
| I. liga 2010/11         | 15     | 0    | 1 350  | MFK Dubnica           |
| I. liga 2011/12         | 29     | 0    | 2 555  | 1. FC Slovácko        |
| I. liga 2012/13         | 28     | 4    | 2 398  | 1. FC Slovácko        |
| I. liga 2013/14         | 14     | 1    | 1 003  | 1. FC Slovácko        |
| II. liga 2014/15        | 19     | 5    | 1 635  | MFK OKD Karviná       |
| MSFL 2015/16            | 19     | 5    | 1 561  | MFK Vyškov            |
| CELKEM I. LIGA ČR       | 249    | 16   | 20 874 |                       |
| CELKEM I. LIGA SR       | 15     | 0    | 1 350  |                       |
| CELKEM II. LIGA         | –      | 16   | –      |                       |
| CELKEM III. LIGA – MSFL | –      | 13   | –      |                       |

## Trenérská kariéra
Začínal jako hrající trenér v MFK Vyškov na jaře 2016. A-mužstvo Vyškova vede od sezony 2016/17. . V roce 2021 postoupil s týmem MFK Vyškov z MSFL do Fortuna národní ligy (2. liga).